# Holocentropus lanciger
Holocentropus lanciger is een fossiele soort schietmot uit de familie Polycentropodidae.